# Hercostomus amoenum
Hercostomus amoenum är en tvåvingeart som först beskrevs av Becker 1922.  Hercostomus amoenum ingår i släktet Hercostomus och familjen styltflugor.
Artens utbredningsområde är Taiwan. Inga underarter finns listade i Catalogue of Life.